# João Fernandes de Andeiro
João Fernandes de Andeiro, deuxième comte d'Ourém, était un fidalgo galicien originaire de La Corogne (Andeiro-Cambre). Il apporta son soutien au roi Ferdinand Ier de Portugal quand celui-ci envahit la Galice, espérant s'emparer du trône de Castille, et la chance ayant été défavorable au monarque portugais, il partit pour l'Angleterre, où il acquit la confiance du duc de Lancastre.
En juillet 1372, après être revenu d'Angleterre en compagnie d'un autre ambassadeur du duc, l'écuyer Roger Hoor, il participa à la rencontre avec le roi du Portugal près de Braga, rencontre qui aboutit au Traité de Tagilde.
Au cours de ses voyages ultérieurs au Portugal, faits en secret à partir de 1373, il tomba amoureux de la reine et eut une liaison avec elle alors que le roi était déjà très malade et que commençait à se poser le grave problème de la succession (crise portugaise de 1383-1385), où la reine soutint le parti castillan et sa fille D. Beatriz. Ses amours avec la reine et sa liaison avec le parti castillan expliquent son assassinat en 1383 par le Maître d'Aviz, qui dirigeait la faction nationaliste dans la querelle de la succession au trône.
Bien que le Maître d'Aviz eût mortellement blessé João Fernandes de Andeiro, ce dernier ne mourut qu'après avoir reçu l'estocade de Rui Pereira.